# Got to Be There (singel)
Got to Be There – pierwszy w karierze solowy singiel Michaela Jacksona. W samych Stanach Zjednoczonych sprzedał się w liczbie 1,6 miliona egzemplarzy, w sumie na całym świecie sprzedano około 2 250 000 płyt. Utwór dotarł do 4. miejsca na liście Hot 100 i R&B Single Chart, w Wielkiej Brytanii dotarł do miejsca 5.

## Lista utworów
| 1. | „Got to Be There”               | 3:23  |
|    |                                 |       |
| 2. | „Maria (You Were The Only One)” | 3:41  |
|    |                                 |       |
|    |                                 | 07:04 |
|    |                                 |       |

## Notowania
| Lista (1971)                         | Najwyższa pozycja |
| ------------------------------------ | ----------------- |
| U.S. Billboard Hot 100               | 4                 |
| U.S. Billboard Hot R&B/Hip-Hop Songs | 4                 |
| UK Singles Chart                     | 5                 |
| Australian ARIA Singles Chart        | 83                |
| Turkey Top 20 Chart                  | 1                 |

## Twórcy

### Got to Be There
Wokal: Michael Jackson

Kompozytor: Elliot Wilensky

Produkcja: Hal Davis

Aranżacja: Dave Blumberg i Willie Hutch

### Maria (You Were The Only One)
Wokal: Michael Jackson

Kompozytor: George Gordy, Lawrence Brown, Allen Story, Linda Glover

Produkcja: Hal Davis

Aranżacja: James Anthony Carmichael i Willie Hutch